# Мюдюрин
Мюдюрин (тур.) е турски подуправител от преди освобождението на България, стоящ начело на нахия (или яка-колу), в която са влизали неголям брой села. Мюдюрин е имало например в Копривщица, Клисура, Елена и Пещера по време на Априлското въстание.